# 貢舉法
貢舉法，中國科舉始於隋炀帝大业三年（607年），颁诏「五品以上文武职事官以十科举人」。
北宋時，議更貢舉法成為王安石變法之一，王安石認為“欲一道德則修學校，欲修學校則貢舉法不可不變”。改革貢舉法，廢明經、存進士，熙宁三年（1070年）三月，进士殿试罢诗、赋、论三题而改试时务策。四年（1071年），二月，颁新贡举制，废明经，专以进士一科取士。另設「明法科」。